# Alandur

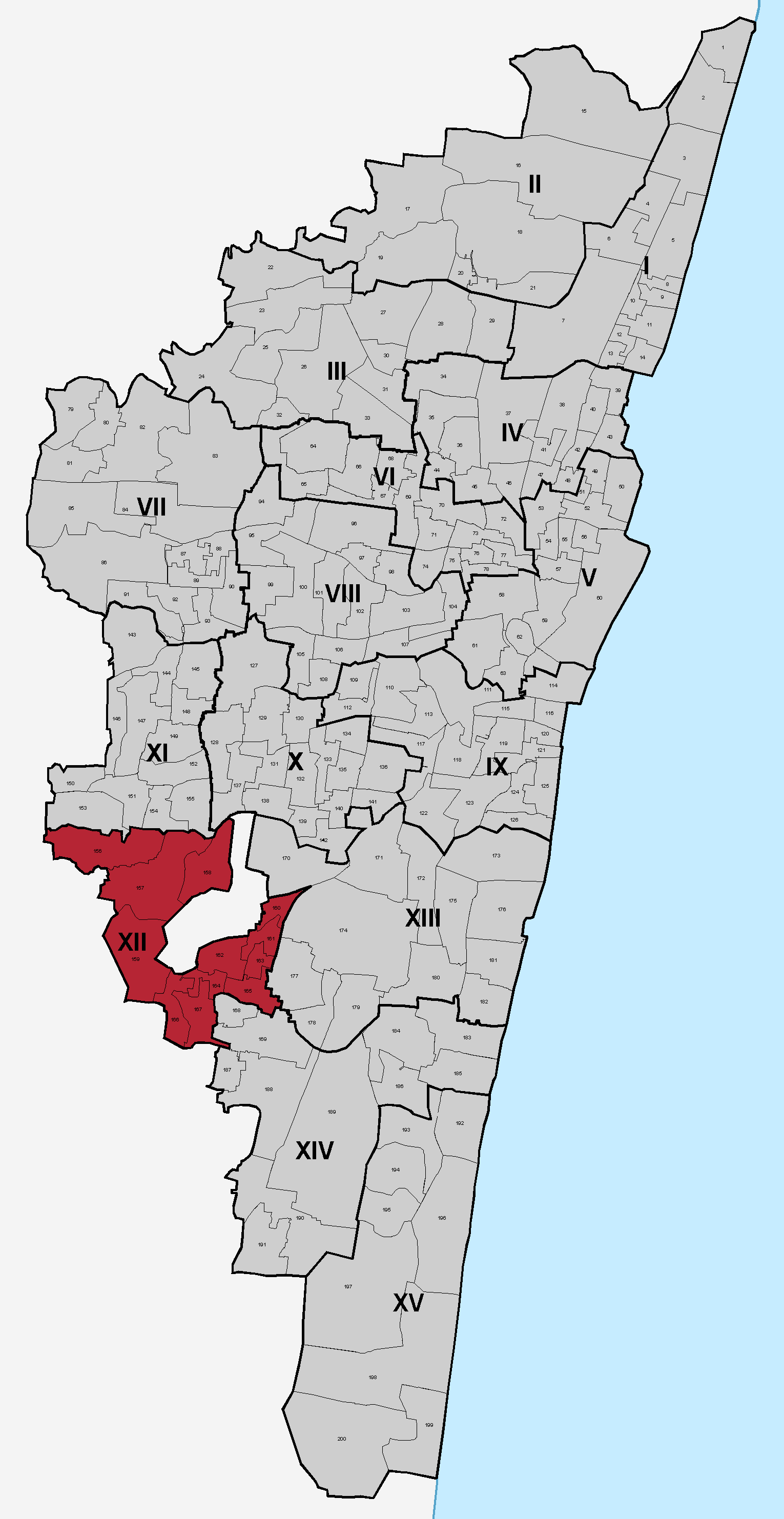
Lage der Zone Alandur in Chennai

Alandur (Tamil: ஆலந்தூர் Ālantūr [ˈaːlʌn̪d̪uːr]) ist ein Stadtteil von Chennai (Madras), der Hauptstadt des indischen Bundesstaats Tamil Nadu. Alandur bildet eine von 15 Zonen (zones) Chennais und umfasst zwölf Stadtviertel (wards).

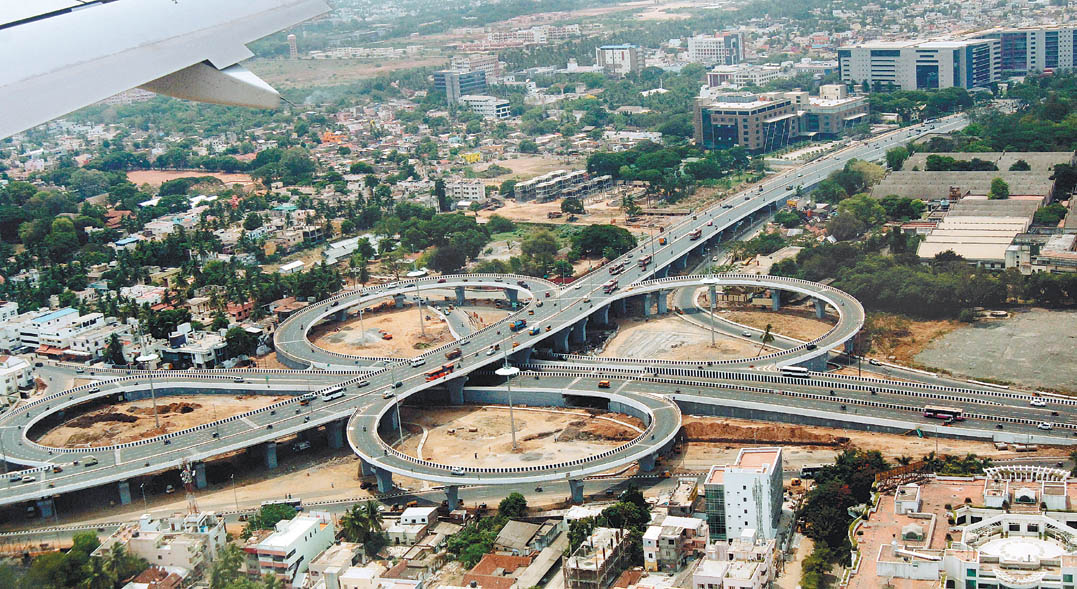
Die Kathipara Junction in Alandur

Alandur liegt im Südwesten Chennais rund zwölf Kilometer vom Stadtzentrum entfernt. Zur Zone Alandur gehört auch der Stadtteil Meenambakkam mit dem Flughafen Chennai. Innerhalb der Zone Alandur liegt eine Enklave der Garnison St. Thomas Mount-cum-Pallavaram mit dem Berg St. Thomas Mount, auf dem der christlichen Überlieferung nach der Apostel Thomas den Märtyrertod erlitten haben soll.
Alandur ist ein wichtiger Verkehrsknotenpunkt. An der Anschlussstelle Kathipara Junction an der Grenze zwischen Alandur und Guindy kreuzen sich Chennais Hauptstraße Anna Salai (Mount Road), die innere Ringstraße Jawaharlal Nehru Road, die Ausfallstraße nach Poonamallee (Mount-Poonamallee High Road) und der National Highway 45 (Grand Southern Trunk Road), der Chennai mit dem Rest Tamil Nadus verbindet. An der Metrostation Alandur kreuzen sich die blaue und die grüne Linie der Metro Chennai. Der Bahnhof St. Thomas Mount, der sich ebenfalls in Alandur befindet, wird von der Chennaier Vorortbahn (Chennai Suburban Railway) und der grünen Linie der Metro Chennai bedient.
Bis 2011 war Alandur eine eigenständige Stadtgemeinde (municipality) mit einer Fläche von 19,5 Quadratkilometern und 164.162 Einwohnern (Volkszählung 2011). Die Stadt war Hauptort des Taluks Alandur im Distrikt Kanchipuram. Der Ort war aber längst mit Chennai zusammengewachsen und zu einem Teil der Agglomeration Chennai geworden. Durch die Stadterweiterung Chennais wurde Alandur auch administrativ in Chennai eingegliedert. Die ehemalige Stadtgemeinde Alandur bildet zusammen mit den ebenfalls eingemeindeten Orten Meenambakkam, Manapakkam, Nandampakkam und Mugalivakkam die Zone Alandur.